# Lane Evans
Pour les articles homonymes, voir Evans.
Lane Allen Evans, né le 4 août 1951 à Rock Island (Illinois) et mort le 5 novembre 2014 à East Moline (Illinois), est un homme politique américain, membre du parti démocrate et représentant du dix-septième district de l'Illinois à la Chambre des représentants des États-Unis de 1983 à 2007.